# Балерина (саундтрек)
«Балери́на» (оригинальный саундтрек) — саундтрек к американскому остросюжетному боевику режиссёра Лена Уайзмана «Балерина» (2025), являющегося  пятым фильмом франшизы «Джон Уик» и её первым полнометражным спин-оффом, события которого разворачиваются между третьей и четвёртой частями. Музыка к фильму написана Тайлером Бейтсом и Джоэлом Дж. Ричардом и выпущена лейблом Lakeshore Records 6 июня 2025 года.

## Создание
В апреле 2023 года Марко Белтрами и Анна Друбич были наняты в качестве композиторов; ранее Белтрами сотрудничал с Уайзманом над фильмами «Другой мир: Эволюция» (2006) и «Крепкий орешек 4.0» (2007). Однако в сентябре 2024 года дуэт был заменён на постоянных композиторов франшизы — Тайлера Бейтса и Джоэла Дж. Ричарда.

## Релиз
Певица Холзи и Эми Ли — вокалистка рок-группы Evanescence — объединили усилия для записи промосингла к фильму «Балерина» под названием «Hand That Feeds». Композиция была выпущена 9 мая 2025 года и возглавила чарт Billboard Hot Rock & Alternative Songs ещё до выхода фильма в прокат. Коллектив также представил ещё один промосингл — «Fight Like a Girl», исполненный при участии K.Flay. Композиция вышла 6 июня и прозвучала в финальных титрах ленты.
Официальный альбом саундтрека включает 25 музыкальных тем, за исключением финальной композиции — «Become the Assassin», авторства Le Castle Vania. Альбом был выпущен компанией Lakeshore Records одновременно с премьерой фильма — 6 июня 2025 года. Кроме того, Le Castle Vania выпустил EP под названием Ballerina Code, включающий три трека: «Minus Eleven», «Ballerina Code» и «One Bullet Well Placed».

## Восприятие
Дэвид Руни, обозреватель The Hollywood Reporter, отметил, что «захватывающий синтезаторный саундтрек» авторства дуэта органично переплетается с «ритмичной техно-музыкой». Эми Николсон из Los Angeles Times написала, что «перкуссионная партитура Тайлера Бейтса и Джоэла Дж. Ричарда удачно сочетается со звуковым фоном, наполненным звоном разбивающегося стекла». Сиддхант Адлакха, рецензент Mashable, охарактеризовал музыку как находящуюся под влиянием «Чайковского и Вивальди».

## Список композиций
| №                   | Название                      | Artist              | Длительность |
| ------------------- | ----------------------------- | ------------------- | ------------ |
| 1.                  | «So Much Like Your Sister»    |                     | 2:09         |
| 2.                  | «Daddy Fearless»              |                     | 3:09         |
| 3.                  | «Chancellor»                  |                     | 2:59         |
| 4.                  | «Annie's Got a Gun»           |                     | 1:50         |
| 5.                  | «Pappa Don't Breathe»         |                     | 1:40         |
| 6.                  | «Winston's Offer»             |                     | 1:53         |
| 7.                  | «Kiki Mora»                   |                     | 3:40         |
| 8.                  | «You in Ten F**king Years»    |                     | 3:20         |
| 9.                  | «Wick'd Ticket»               |                     | 3:12         |
| 10.                 | «Inking Eve»                  |                     | 1:50         |
| 11.                 | «Deal in Blood»               |                     | 2:28         |
| 12.                 | «Info on Pine»                |                     | 3:46         |
| 13.                 | «Eve Checks In»               |                     | 1:35         |
| 14.                 | «Pine Contract»               |                     | 2:20         |
| 15.                 | «Pine Gives Coordinates»      |                     | 2:02         |
| 16.                 | «Eve to Hallstatt»            |                     | 2:14         |
| 17.                 | «Order To Throw»              |                     | 2:02         |
| 18.                 | «The Town Eye»                |                     | 1:26         |
| 19.                 | «Great Hallstatt Bake Off»    |                     | 0:55         |
| 20.                 | «Fate Is Humbling»            |                     | 3:15         |
| 21.                 | «Agreement Between Tribes»    |                     | 2:25         |
| 22.                 | «In the Wick of Time»         |                     | 4:11         |
| 23.                 | «More Rules and Consequences» |                     | 2:07         |
| 24.                 | «Ice Rage Eve»                |                     | 1:49         |
| 25.                 | «Daddy Not Walking Dead»      |                     | 1:32         |
| 26.                 | «Become The Assassin»         | Le Castle Vania     | 3:20         |
| Общая длительность: | Общая длительность:           | Общая длительность: | 63:22        |

## Другая музыка, звучащая в фильме
Коммерческие музыкальные композиции, прозвучавшие в фильме, но не вошедшие в официальный саундтрек:
- «The Four Seasons: Summer 3 (Robot Koch Remix)» — Макс Рихтер
- «Grand Allegro» — Сёрен Бебе
- «Minus Eleven» — Le Castle Vania
- «Ballerina Code» — Le Castle Vania
- «One Bullet Well Placed» — Le Castle Vania
- «Chokehold Cherry Python» — Ашникко
- «So What Now» — The Peter Blair Combo
- «The Four Seasons: L’estate (Summer)» — Австралийский камерный оркестр
- «Лебединое озеро» — Пётр Ильич Чайковский
- «Fight Like A Girl» — Evanescence при участии K.Flay
- «Hand That Feeds» — Холзи и Эми Ли

## Участники записи
Данные взяты из буклета альбома.
- Композиторы — Тайлер Бейтс и Джоэл Дж. Ричард
- Главный музыкальный редактор — Бен Зейлс
- Ассистент музыкального редактора — Брендан Леонг
- Дополнительная музыка — Дилан Эйланд, Брайан Качиа
- Продюсирование и сведение партитуры— Джоэл Дж. Ричард
- Координация музыкального сопровождения — Матияс Амброги-Торрес
- Оформление музыкальных прав и лицензирование — Мэтт Лиллей и Анн-Мари Верди / MCL Music Services, Inc.
- Дополнительные музыкальные услуги — Cutting Edge